# فلسفه کانت (کتاب)
فلسفه کانت کتابی از اشتفان کورنر با ترجمهٔ عزت‌الله فولادوند است که در سال ۱۳۶۷ منتشر و در مراسم کتاب سال جمهوری اسلامی ایران به‌عنوان کتاب برگزیده معرفی شد.